# دنیل گلدین
دنیل گلدین (انگلیسی: Daniel Goldin؛ زادهٔ ۲۳ ژوئیهٔ ۱۹۴۰) یک سیاست‌مدار اهل ایالات متحده آمریکا است. وی بین سال های ۱۹۹۲ تا ۲۰۰۱ مدیر کل سازمان فضایی ناسا بود.